# 上海文革时期群众组织列表
本条目叙述上海市文化大革命期间群众组织。

## 教育部门
据《中共上海党志》记载，文革时期上海各类红卫兵组织最多时达5430个。
- 上红总部：全名“上海红卫兵总部”，1966年9月12日在人民广场召开正式成立大会。
- 上红大专总部：“上海大专院校红卫兵总部”，9月26日成立。12月20日深夜，被复旦大学和上海第一医学院的造反派红卫兵查封。[1]:98
- 红革会：“红卫兵上海大专院校革命委员会”，10月12日成立。机关报是《红卫战报》。
- 炮司：“上海市炮打司令部联合兵团”，1966年11月3日成立。
- 红三司：“上海市红卫兵革命造反总司令部”，1966年11月22日成立。机关报：《革命造反报》。
- 上三司：“上海市红卫兵革命造反总司令部（上三司）”，1966年12月20日成立，分裂自“红三司”。
- 红西南：“红卫兵上海西南地区指挥部”。1966年9月29日成立。这是上海第一个不受上海市委控制的红卫兵组织。负责人：李晓明、童志芳、叶定海等。[1]:187
- 红东北：“毛泽东主义红卫兵上海东北地区指挥部”，1966年10月13日成立。负责人：夏宁等。[1]:187
- 红上司：“红卫兵上海司令部”，1966年10月11日成立。机关报是与红革会合办的《红卫战报》。负责人：邵企敏。[1]:188
- 红反会：“红卫兵上海市革命造反委员会”，1966年10月6日成立。[1]:188
- 红中技：“红卫兵上海中专技校革命造反委员会”。[1]:188

## 工业部门
- 工总司：全名“上海工人革命造反总司令部”，1966年11月9日成立。
- 上柴联司：全称“上柴革命造反联合司令部”。
- 红工司：全称“上海红色工人造反总司令部”。原名“上海市临时工外包工革命造反总司令部”，1966年11月成立，随后改名。1967年3月前后解散。

## 党政机关
- 上海市委机关革命造反联络站，简称造反联络站、机联站，是中共上海市委写作班联络市委党校、上海社科院和上海市委宣传部其他造反派组织成立的，1966年12月18日在文化广场召开成立大会。